# عادل القهام
عادل القهّام (بالإنجليزية: Adel Al-Kahham) (مواليد 27 سبتمبر 1972) هو لاعب كرة اليد كويتي. شارك في الألعاب الأولمبية الصيفية 1996.

## روابط خارجية
- Adel Al-Kahham على موقع أوليمبيديا (الإنجليزية)